# Hodostates schaffneri
Hodostates schaffneri là một loài tò vò trong họ Ichneumonidae.